# Grand Chute
Grand Chute – miasto w Stanach Zjednoczonych, w stanie Wisconsin, w hrabstwie Outagamie.